# E morning
『E morning』（イー・モーニング）は、2008年9月29日から2011年9月30日まで、テレビ東京系列（第1部・第2部は関東ローカル）で祝日・国民の休日を除いた、平日の8:56 - 11:40（日本時間（JST））に放送されていた経済・生活情報・報道番組。
ハイビジョン制作。第1部・第2部は関東ローカルのため、テレビ東京以外の放送局における放送時間は11:10 - 11:30または11:10 - 11:40である。

## 概要
E morningのEは、economy（経済）、easy（やさしい）、earnestly（まじめ）のそれぞれの単語の頭文字で、番組コンセプト「経済をやさしくまじめに報道する経済・マーケット番組」を表している。
放送枠はずれるものの、『朝はビタミン!』第2部（『Opening Bell』）・第3部（「モーニングテレショップ」など）と『NEWS MARKET 11』を引き継いでいる。
前番組の『朝はビタミン』が第2部を除き、テレビ東京のみ（関東ローカル）での放送だった流れで、番組の大半（2時間4分、2010年10月1日までは1時間37分）はテレビ東京のみでの放送となっている。また、『朝はビタミン』が全編ローカルセールス枠だった関係で、同番組の放送枠を引き継いでいる8:56 - 11:00と第3部の後半10分間（11:30 - 11:40）はローカルセールス枠となり、『NEWS MARKET 11』の放送枠を引き継ぐ『アルクロード』と第3部の大半（11:00 - 11:30）のみネットワークセールス枠となっている。証券市場が休みになる祝日は休止だが、代わりに12時台に5分間の『TXNニュース』を放送。

## 歴史
放送開始から2009年4月3日までは8:56 - 11:45の放送であった。
2009年4月6日からは、第3部（11:00 - ）が20分短縮され、放送時間が8:56 - 11:25となった。それに伴い、2009年3月30日からこれまで第3部で放送されていた「今日の特集」と「初物 HATSU-MONO」が第1部へ移動し、第1部は短縮前の第3部に近い番組形態となった。そして、これらのコーナー移動のため、第1部の放送時間が9:00 - 9:26から9:00 - 9:27へ1分延長された（BSジャパンは第1部終了後に放送されていた『Jナビ』を統合し、9:30までの放送に）。放送時間が短縮された第3部についてはマーケットコーナー部分が日経CNBC制作による「マーケットコーナー」となり、ニュースとマーケットコーナーが実質的に分離された形となった。また、キャスターの人数が1人削減された。
2009年6月29日放送分からメインキャスターが塩田真弓から、水原恵理に変更になり、若干のリニューアルが行われた。
2009年9月28日に若干リニューアルが行われ、9時台の経済ニュースを日経CNBCから伝えることになり（日経CNBCの『日米マーケットリレー 朝エクスプレス』を同時ネット）、これに伴い曜日別のコメンテーターを置かなくなった。
2010年3月26日放送分を以ってBSジャパンでの放送が終了し、テレビ愛知は4月2日を以って第1部の放送を終了した。
2010年4月5日放送分よりリニューアル。タイトルロゴやスタジオセットなどが変更された。
2010年4月から流れているCM前のキャッチ曲（5秒）は、「NEWSヘッドライン」の提供クレジット部分とEND画面で流れていた曲（こちらも同じく5秒）とメロディーラインがほぼ同じである。
地上アナログ放送では、2010年7月5日から16:9レターボックス放送となっている。
2010年9月30日放送分を以って岐阜放送での放送が終了し、テレビ大阪は10月1日を以って第1部の放送を終了した。そのため10月4日から、第1部はテレビ東京のみの放送となる。また、これに伴いオープニングと第1部が統合され、8:56から第1部の放送が開始されることとなる。
2011年4月4日からはスタジオセットをリニューアルした。また、11:00のテレビ東京以外のTXN系列5局の飛び乗りポイントは変わらないものの、11:00 - 11:10には『E morning』の放送枠に内包される形で、ミニ番組『アルクロード』（テレビ北海道・テレビせとうち・TVQ九州放送は単独番組扱い）が放送される様になった。それに伴い、第3部は10分繰り下げられて11:10 - 11:40の放送となり、11:30に飛び降りポイントが設けられた。テレビ東京・テレビ愛知以外のTXN系列4局は11:30で飛び降りとなり、テレビ東京・テレビ愛知のみが放送する11:30以降は「日経CNBCマーケットコーナー」を放送し、ローカルセールス枠となった。第3部では2年ぶりに「特集」コーナーが復活し、「全国の天気予報」が時間拡大した。尚、5月9日から東京証券取引所をはじめとした国内の証券取引所の取引時間の延長（午前中の取引が11:30まで行われる）が予定されていたが、延期されている。
2011年9月30日をもって終了した。同年10月3日からの平日11時台（全国ネット枠）は11:10 - 11:35に短縮の上『Mプラス 11』が、8:56 - 9:27枠（関東ローカル）については『Mプラス 9』（2012年3月30日で終了）が、9:27 - 11:00枠（関東ローカル）は『7スタLIVE』がそれぞれ放送される。同時に『NEWS FINE』も終了。これにより、テレビ東京系列の昼ならびに夕方のニュースは3年ぶりに大改編が実施されることになる。また『NEWS FINE』第1部の後番組は『Mプラス Express』になることから、『ニュースモーニングサテライト』と『ワールドビジネスサテライト』を除く経済ニュース枠は『Mプラス』のタイトルで統一される。

## タイムテーブル
| 時刻                                                                                             | コーナー                                                                                                | 備考 |
| 第1部 E morning 9（8:56 - 9:27）                                                                 | 第1部 E morning 9（8:56 - 9:27）                                                                        | 第1部 E morning 9（8:56 - 9:27） |
| ------------------------------------------------------------------------------------------------ | --- | --- |
| 8:56                                                                                             | CM | |
| 8:57.30                                                                                          | オープニング 今日の放送ラインナップ                                                                     | - キャスター3人による挨拶。 - ここから11:00までは関東ローカルで放送。 - 放送される内容が画面下に表示される。 - 海外市場の動向や、株価材料を簡単に伝える。 |
| 9:00頃                                                                                           | マーケットヘッドライン                                                                                  | - 株式市場の寄り付き状況を簡単に伝える。 |
| 9:01                                                                                             | 日経CNBCマーケット生中継                                                                                | - 株式市場の寄り付きなど日経CNBCより詳しく伝える（日経CNBCの『日米マーケットリレー 朝エクスプレス』を同時ネット）。 - 画面下に東京証券取引所1部に上場している全銘柄の現在値と、日経平均株価・ドル/円・ユーロ/円の3項目（いずれも現在値）が順に表示される。                                                                                     |
| 9:10頃                                                                                           | 「特集」                                                                                                | - コンパス（月曜 - 木曜、日経CNBC『日米マーケットリレー 朝エクスプレス』の1コーナー） - The TOP LINE（金曜） |
| 9:18頃                                                                                           | 最新ニュース・経済ニュース                                                                              | - 最新ニュース、マーケット情報などを伝える。 |
| 9:24頃                                                                                           | 関東地方の天気&全国の週間天気 第1部エンディング                                                         | |
| 第2部（9:27 - 11:00） ※東京都議会関連の番組（「Tokyoほっと情報」など）が差し込まれることがある。 | | |
| 9:27                                                                                             | 番組のお知らせ きょうの｢レディス4｣ 「生活情報キャスター」×「快適!ショッピングスタジオ」クロストーク     | - 以降第2部の前番組は『朝はビタミン!』第3部。また、ここからスタジオは原則、生活情報担当アナウンサー1人で進行する。 |
| 9:29                                                                                             | 「快適!ショッピングスタジオ」                                                                           | - 前番組『朝はビタミン!』より続くジャパネットたかたのテレビショッピング。 - 通常、長崎県佐世保市のジャパネットたかた本社スタジオから生放送。金曜日は「78分金曜拡大版」として10:47まで放送。以前は祝日の放送が休止されていたが、2010年のGW以降は11時台に「祝日特番」として放送される場合が多い。                                                |
| （月曜 - 木曜）                                                                                  | | |
| 9:58                                                                                             | 最新のニュース 「エンタメの扉」 テレビ東京系列の懸賞サイト「もばいるたまてばこ」PR 関東地方の詳しい天気 | - 最新のニュースはサブキャスターが伝える。 |
| 10:05                                                                                            | 「モーニングテレショップ」                                                                              | - 祝日は9時台に放送されることがある。 |
| 10:57                                                                                            | 生活情報コーナー 関東地方の詳しい天気                                                                   | - Eレビュー（月曜） - Eランキング（火曜） - Eディクショナリー（水曜） - Eメモリー（木曜） |
| （金曜）                                                                                         | | |
| 10:47                                                                                            | 生活情報コーナー 「エンタメの扉」 「マザー・ローリー 週末の天使」 番組のお知らせ 関東地方の詳しい天気   | - Eホリディ - 金曜日は最新のニュースの放送がない。 - 視聴者プレゼントがあることも。 |
| アルクロード（11:00 - 11:10）                                                                    | | |
| 11:00                                                                                            | アルクロード                                                                                            | - 2011年4月4日開始の旅番組。 - ここからTXN系列5局が飛び乗り。 - テレビ北海道・テレビせとうち・TVQ九州放送は単独番組扱いで放送。 |
| 第3部 E morning 11（11:10 - 11:40）                                                              | | |
| 11:10                                                                                            | 第3部オープニング 最新のニュース                                                                        | - 画面左上に日経平均株価（前場終値）・ドル/円（現在値）・ユーロ/円（現在値）の3項目が順に表示される。 |
| 11:18頃                                                                                          | 「特集」                                                                                                | |
| 11:26頃                                                                                          | 全国の天気                                                                                              | |
| 11:29頃                                                                                          | マーケット情報                                                                                          | - 日経平均株価（前場終値）・為替相場の概況を簡単に伝える。 |
| 11:30                                                                                            | 日経CNBC発!マーケット情報                                                                               | - テレビ東京・テレビ愛知以外はこのコーナーの直前（11:30.00）で飛び降り。テレビ北海道・テレビせとうちはステブレレスで後続番組に接続する。 - 日経CNBCからの裏送りで放送。 - 当コーナーでは、画面下に東京証券取引所1部に上場している全銘柄の前場終値と、日経平均株価（前場終値）・ドル/円（現在値）・ユーロ/円（現在値）の3項目が順に表示される。 |
| 11:39頃                                                                                          | エンディング 翌日の予告                                                                                 | - 翌日の特集の予告、金曜日は翌週月曜日の予告。 |
| 11:40.00                                                                                         | 終了 | - テレビ東京はステブレレスで後続の7スタBratch!に接続する。 |

## 番組内容

### 第1部
- オープニング
- マーケットヘッドライン

株式市場の寄り付きを簡単に伝える。2010年1月4日から東証の新システム（アローヘッド）の導入により、処理速度が飛躍的に向上したため、この時間でも伝えることになった。
- 日経CNBCマーケット生中継

株式市場の寄り付きなど日経CNBCより詳しく伝える（日経CNBCの『日米マーケットリレー 朝エクスプレス』を同時ネット）。日経CNBCからの映像には画面右上の16:9位置（2009年4月6日 - 2010年1月29日までは画面左上の4:3SD位置、2010年2月1日 - 7月2日までは画面右上の4:3SD位置）に日経CNBC送出で「E morning」のロゴマークが常時表示されている（第3部のコーナーも同様）。テレビ東京から日経CNBCに切り替わってから5秒後にコーナーが始まる。テレビ東京では日経CNBCのCMがそのまま放送されるが、テレビ大阪ではこの5秒間を利用して番組宣伝が流される。なお、テレビ大阪での最後の放送となった2010年9月27日から10月1日の1週間は番組宣伝は流れず、たこるくんが登場するテレビ大阪のスポットCMが流れた。
- 今日の特集

基本的には1週間を通じて1つのテーマについて伝える。金曜にはその週の特集に関連する企業の社長をゲストとして招く。これは、2009年3月まで金曜第3部で放送されていた「The TOP LINE」の流れをくむものである。ちなみに、「The TOP LINE」は第1部の前番組である『Opening Bell』金曜日で放送されていたものを引き継いだコーナーであった。
2009年10月から「The Top Line」が月曜に移動し、週通しの特集は火曜以降となる。2010年10月1日から「The TOP LINE」は金曜に移動。
- 円相場の見通し（月曜 - 木曜、日経CNBCのコーナー）

専門家に電話でその日の円相場の見通しについてインタビューする。
- 最新のニュース
- 社長諸法度

2010年10月1日から放送されているコーナー。「The TOP LINE」に出演した経営者に自らにどんなルールを課しているのかを聞く。
- 関東地方の天気

2010年10月1日のリニューアルで導入。
なお、10月1日はテレビ大阪での最終放送日だったため、この日のみ放送エリアと全く関係ない関東地方の天気が関西地方でも流れた。
- エンディング

「午前の終値は11時10分から」のテロップが出る。

### 第2部
- テレビ東京 おすすめ番組
- きょうの「レディス4」
- 「生活情報担当キャスター」×「快適!ショッピングスタジオ」クロストーク

月曜 - 木曜
- 快適!ショッピングスタジオ（29分）

ジャパネットたかたのテレビショッピング（長崎県佐世保市のジャパネットたかた本社スタジオから生放送）
- ニュース（サブキャスターが担当）
- エンタメの扉（3分半）
- テレビ東京系列の懸賞サイト「もばいるたまてばこ」の宣伝（30秒）
- 天気予報（関東地方の詳しい天気予報･週間天気）
- モーニングテレショップ

テレビショッピング枠（主に「痛快!買い物ランド ショップ島」）
- 生活情報
  - Eレビュー（月曜）
    - 気になる雑誌や書籍を紹介。

  - Eランキング（火曜）
    - 注目のネット検索ワードを紹介。

  - Eディクショナリー（水曜）
    - 辞書に載っている、難読語、難解な慣用句などを紹介。

  - Eメモリー（木曜）
    - 昔懐かしい映像を紹介。

  - Eカルチャー（木曜)
    - 落語家の三升家う勝が、小噺や落語で季節を解説。
- 天気予報（関東地方の詳しい天気予報･週間天気）

金曜
- 快適!ショッピングスタジオ78分金曜拡大版（78分）
- 生活情報
  - Eホリディ

テレビ東京アナウンサーが週末のオススメスポットを散策。
- エンタメの扉（3分半）
  - 占いコーナー新設で、2009年11月から、30秒縮小。
- マザー・ローリー 週末の天使
  - 2009年11月より、スタート。アメリカを代表するサイキックであるマザー・ローリーが、週末の運勢を占う。ある約5日間に生まれた人が週末の天使となる。携帯サイト「もばいるたまてばこ」の宣伝コーナー。
- テレビ東京 おすすめ番組（『週刊ニュース新書』の予告）
- 天気予報（関東地方の詳しい天気予報･週間天気）

ここまでローカルセールス枠での放送。

### 第3部
11:10 - ここからTX以外のTXN5局が飛び乗り（ネットワークセールス枠での放送）。
- 第3部オープニング
- 最新ニュース
- 特集
  - 出てこい E商品（月曜）

その週に発売される、注目の新製品の紹介。一部の商品はスタジオでメーカーの担当者が紹介する。
- 全国の天気
  - 2011年4月1日までは水原が概況と午後の天気、週間予報を伝えるのみであったが、現在は気象予報士の関口奈美が雲の様子なども交えて伝えている。
  - Eさんぽ（金曜）
    - 関口が週末おすすめの場所（主に関東地方）を取材し、紹介するコーナー。

11:30 - ここでTX、TVA以外のTXN4局が飛び降り（再び、ローカルセールス枠での放送に）。
- 日経CNBCマーケットコーナー
  - 日経CNBCからの裏送り、日本経済新聞社本社にある日経CNBCスタジオから放送、2009年5月1日までは4:3SDで放送
  - 東証アローズ中継
  - ヴェリタスの扉（月曜） 
    - 前日の日曜日に発行される「日経ヴェリタス」の主な記事の紹介。日経ヴェリタス編集部の担当者が解説。

  - セクター最前線（火曜）
    - 株式市場の各セクターの動向を日本経済新聞証券部記者が解説。
- エンディング、次回の予告

### 過去の番組内容
オープニング
- マーケット・カウントダウン

株式や経済の専門家が9時の取引開始直前まで注目点を話す。10秒前から画面下にカウントダウン時計が表示される。
第1部
- 初物 HATSU-MONO / 初コレ

「新しい情報はニュースである」をコンセプトに、テレビ東京報道局の記者が集めた新製品・新サービス情報を男性サブキャスターが紹介し、一部の新情報・新サービスは担当キャスター自ら試用・取材を行っている。
第3部の11時台後半で放送。毎日10項目伝え、2009年3月3日放送分で、コーナー開始以来紹介した商品/サービスが1,000項目となった。
2009年3月30日から第1部に移動し、5項目伝える。7月からは月曜のみのコーナーに。10月から金曜に移動し、「初コレ」と改題。
- マーケットコーナー

日替わりのゲストが投資に役立つ情報を紹介する。矢内・中川が進行。

## 出演者

### キャスター
| 期間      | 期間       | アンカー | サブキャスター | サブキャスター | サブキャスター |
| 期間      | 期間       | アンカー | 男性           | 男性           | 女性           |
| 期間      | 期間       | アンカー | 月・火         | 水 - 金        | 女性           |
| --------- | ---------- | -------- | -------------- | -------------- | -------------- |
| 2008.9.29 | 2008.12.26 | 塩田真弓 | 赤平大         | 赤平大         | 滝井礼乃       |
| 2009.1.5  | 2009.4.3   | 塩田真弓 | 矢内雄一郎     | 中川聡         | 滝井礼乃       |
| 2009.4.6  | 2009.6.26  | 塩田真弓 | 矢内雄一郎     | 中川聡         | （不在）       |
| 2009.6.29 | 2010.7.2   | 水原恵理 | 矢内雄一郎     | 中川聡         | （不在）       |
| 2010.7.5  | 2011.9.30  | 水原恵理 | 中川聡         | 矢内雄一郎     | （不在）       |

- 塩田はテレビ東京報道局経済ニュースセンター記者。他はテレビ東京アナウンサー（赤平は現在フリー）。
- 末期出演者は『Mプラス 9』『Mプラス 11』も続投。

### 全国の天気
2011年4月4日 -
- 関口奈美（気象予報士・ウェザーマップ所属、元NHK前橋放送局契約キャスター） - 『Mプラス 11』も続投。

### 日経CNBCマーケットコーナー

#### 第1部に出演
マーケットキャスター（日経CNBC「日米マーケットリレー　朝エクスプレス」メインキャスター）
- 小川まどか（日経CNBCキャスター） - 『Mプラス 9』も続投。

#### 第3部に出演
マーケットキャスター
- 江連裕子（日経CNBCキャスター） - 『Mプラス 11』も続投。

#### 第1部・3部に出演
マーケット解説
- 齋藤敏之（日経CNBC経済解説部長）
- 桜庭薫（日経CNBC経済解説次長）
- 鎌田泰幸（日経CNBC経済解説部コメンテーター）
- 後藤浩祐（日経CNBC経済解説部コメンテーター）
- 岡村友哉（日経CNBC経済解説部コメンテーター）

### 生活情報担当
オープニング、第2部進行を担当（いずれもテレビ東京アナウンサー）
| 期間      | 期間      | 月曜日   | 火曜日   | 水曜日   | 木曜日     | 金曜日     |
| --------- | --------- | -------- | -------- | -------- | ---------- | ---------- |
| 2008.9.29 | 2009.4.3  | 秋元玲奈 | 秋元玲奈 | 秋元玲奈 | 秋元玲奈   | 相内優香   |
| 2009.4.6  | 2009.10.2 | 相内優香 | 秋元玲奈 | 秋元玲奈 | 秋元玲奈   | 相内優香   |
| 2009.10.5 | 2010.3.26 | 狩野恵里 | 秋元玲奈 | 繁田美貴 | 相内優香   | 狩野恵里   |
| 2010.3.29 | 2010.6.25 | 狩野恵里 | 狩野恵里 | 狩野恵里 | 秋元玲奈   | 相内優香   |
| 2010.6.28 | 2011.9.30 | 狩野恵里 | 狩野恵里 | 狩野恵里 | 森田京之介 | 森田京之介 |

※2009年3月27日からは、第1部・第3部の天気も担当していたが、第1部はなくなり、第3部は最後にメインキャスターが簡素な予報を短く伝えるだけとなった。そのため、テレビ東京以外で生活情報担当アナウンサーの登場はなくなった。なお、第2部は引き続き担当、オープニングの天気は簡素化されたが、担当する。2009年9月28日から2010年3月26日の間は、オープニングでの生活情報担当アナウンサーの登場はなかった。

### 快適!ショッピングスタジオ
- 髙田明（ジャパネットたかた社長（当時））、塚本慎太郎、中島一成、平田奈緒美らジャパネットたかた社員から2、3人出演。

### 過去の出演者
レギュラー
- 大里希世（マーケットキャスター、元日経CNBCキャスター、2009年3月で降板） - 『Opening Bell』から続投。
- 木次真紀（マーケットキャスター、元山陰放送アナウンサー・日経CNBCキャスター、2009年3月で降板） - 『Opening Bell』から続投。
- 渡辺浩志（不定期金、大和総研経済金融調査部エコノミスト、2009年3月で降板）
- 竹内淳一郎（木、日本経済研究センター主任研究員、2009年4月2日で降板）
- 原田恵理子（マーケットキャスター、日経CNBCキャスター、元大分朝日放送アナウンサー、2009年4月6日 - 2010年3月26日）

代行
- 増田和也（2009年4月27日 - 5月1日（4月29日は放送休止）の間、矢内・中川両キャスターが第50回世界卓球選手権個人戦の実況を担当したために、サブキャスターとして出演）
- 滝井礼乃（2009年8月31日 - 9月4日、水原キャスターの夏期休暇の間、メインキャスターとして出演）
- 江連裕子（日経CNBCキャスター、2009年9月7日 - 9月11日、原田キャスターの夏季休暇の間、日経CNBCスタジオ担当として出演）
- 佐々木明子（2010年7月20日 - 7月23日、2011年9月5日 - 9月9日、水原キャスターの夏期休暇の間、メインキャスターとして出演）

コメンテーター（第1部・第3部共通）
- 細尾忠生（月、三菱UFJリサーチ&コンサルティング研究員）
- 山本康雄（火、みずほ総合研究所シニアエコノミスト）
- 永濱利廣（水、第一生命経済研究所主任研究員）
- 平田英明（木、法政大学経営学部准教授）
- 川本裕子（金、早稲田大学大学院ファイナンス研究科教授）

※第3部の出演は2009年4月3日まで。
マーケット解説
- 露口一郎（日経CNBC経済解説部）

## ネット局と放送時間
2011年4月4日から
| 放送対象地域   | 放送局         | 系列           | 放送時間     | 放送時間     | 放送時間      | 放送時間     |
| 放送対象地域   | 放送局         | 系列           | 第1部        | 第2部        | 第3部         |              |
| -------------- | -------------- | -------------- | ------------ | ------------ | ------------- | ------------ |
| 関東広域圏     | テレビ東京     | テレビ東京系列 | 8:56 - 11:40 | 8:56 - 11:40 | 8:56 - 11:40  | 8:56 - 11:40 |
| 愛知県         | テレビ愛知     | テレビ東京系列 | 放送なし     | 放送なし     | 11:10 - 11:40 |              |
| 北海道         | テレビ北海道   | テレビ東京系列 | 放送なし     | 放送なし     | 11:10 - 11:30 |              |
| 大阪府         | テレビ大阪     | テレビ東京系列 | 放送なし     | 放送なし     | 11:10 - 11:30 |              |
| 岡山県・香川県 | テレビせとうち | テレビ東京系列 | 放送なし     | 放送なし     | 11:10 - 11:30 |              |
| 福岡県         | TVQ九州放送    | テレビ東京系列 | 放送なし     | 放送なし     | 11:10 - 11:30 |              |

過去のネット局
- BSジャパン （2010年3月26日まで）第1部（9:00 - 9:27）・第3部をネットしていた。
- 岐阜放送（2010年9月30日まで）第3部のみネットしていた。

放送時間の変遷
| 期間       | 期間       | 放送時間（日本時間）       |
| ---------- | ---------- | -------------------------- |
| 2008.09.29 | 2009.04.03 | 平日 8:56 - 11:45（149分） |
| 2009.04.06 | 2011.04.01 | 平日 8:56 - 11:25（129分） |
| 2011.04.04 | 2011.09.30 | 平日 8:56 - 11:40（144分） |

## 備考・エピソード
- 2010年7月12日は『2010 FIFAワールドカップ大会ハイライト』放送のため第1部のみ休止。
- 第3部で東証アローズから注目銘柄の動きを伝える斎藤敏之は、榎戸からたびたび「後藤さん」と呼ばれることがある。（日経CNBC経済解説部コメンテーターに後藤浩祐が居り、名前が紛らわしいからである）そのとき必ず「はい、斎藤です」と名前を名乗って訂正する。
- 2010年10月1日の第1部のコーナー「The TOP LINE」では総合ゴルフサービス事業を手がける会社の社長が出演したが、その時に水原が水原と矢内がこの会社の顧客であることを明かした。
- テレビ大阪での最後の第1部の放送となった2010年10月1日のエンディングでは、テレビ大阪送出でE-morning 1部（経済ニュース）は今回の放送で終了しますのテロップが出た。
- 2011年3月14日、15日、17日、18日は、東日本大震災の影響でテレビショッピングが休止となった。そのため、第2部の時間帯は「地球ゆうゆう紀行」（BSジャパン）を代替放送した。
- 2011年3月16日は、「快適!ショッピングスタジオ」を、売上金のすべてを東日本大震災の被災者へ寄付するという形で、ジャパネットたかたへ放送枠を無償で提供した上で放送した。「モーニングテレショップ」は休止し、最新ニュースと「地球ゆうゆう紀行」を放送した。